# Vörösfejű őszapó
A vörösfejű őszapó, más néven bambuszőszapó (Aegithalos concinnus) a verébalakúak (Passeriformes) rendjébe, ezen belül az őszapófélék (Aegithalidae) családjába tartozó, apró madárfaj.

## Előfordulása
Bhután, Kambodzsa, Kína, India, Laosz, Mianmar, Nepál, Pakisztán, Tajvan, Thaiföld és Vietnám nyílt lombhullató valamint fenyőerdeiben honos közepes magasságokban.

## Alfajai
- Aegithalos concinnus concinnus (Gould, 1855) – középkelet- és délkelet-Kína, északkelet-Vietnám, Tajvan;
- Aegithalos concinnus annamensis (Robinson & Kloss, 1919) – dél-Laosz, Vietnám, kelet-Kambodzsa;
- Aegithalos concinnus iredalei (Stuart Baker, 1920) – észak-Pakisztántól a Himaláján keresztül északkelet-Indiáig, délnyugat-Kínáig;
- Aegithalos concinnus manipurensis (Hume, 1888) – északkelet-India, nyugat-Mianmar;
- Aegithalos concinnus pulchellus (Rippon, 1900) – kelet-Mianmar, északnyugat-Thaiföld;
- Aegithalos concinnus talifuensis(Rippon, 1903) – északkelet-Mianmar, dél-Kína, észak- és középkelet-Laosz, északnyugat-Vietnám.

## Megjelenése
Testhossza 11 centiméter. Feje teteje vörös, arcrésze és torka fekete.
|  |